# Bandeira
Bandeira är en kommun i Brasilien.   Den ligger i delstaten Minas Gerais, i den östra delen av landet, 800 km öster om huvudstaden Brasília. Antalet invånare är 4 988.
Omgivningarna runt Bandeira är huvudsakligen savann. Runt Bandeira är det glesbefolkat, med 14 invånare per kvadratkilometer.